# Hôtel Condé
Pour les articles homonymes, voir Hôtel de Condé (homonymie).
L'hôtel Condé est un hôtel particulier situé à Avallon, en France.

## Localisation
L'hôtel est situé dans le département français de l'Yonne, sur la commune d'Avallon.

## Historique
Les premières mentions de l'hôtel remontent au XVIème siècle. On sait qu'il a appartenu à une famille notable d'Avallon: la famille Filsjean. L'appartenance aux Condé remonte au XVIIème siècle où George Filsjean vendit l'hôtel à la ville, qui en fit don à Henri II de Bourbon-Condé. Son fils, Louis II de Bourbon-Condé, avait en effet séjourné dans cet hôtel pendant sa jeunesse. L'hôtel devint un lieu prisé par les princes de Condé pour la chasse. La demeure retrouva son ancien propriétaire Georges Filsjean, alors capitaine des gardes du Prince de Condé et seigneur de Chemilly-sur-Serein, Presles et du Saulsoy d'Island. En effet, Louis II lui en fit don en gratification de son fidèle dévouement à son service. 
L'hôtel fut ensuite vendu à François Guijon, lieutenant criminel au bailliage d'Avallon en septembre 1669. 
Il est inscrit au Monuments Historiques depuis 1990. Il abrite aujourd'hui le musée du costume d'Avallon.